# Ечалар
Ечалар (баск. Etxalar (офіційна назва), ісп. Echalar) — муніципалітет в Іспанії, у складі автономної спільноти Наварра. Населення — 823 особи (2009).
Муніципалітет розташований на відстані близько 360 км на північний схід від Мадрида, 46 км на північ від Памплони.
На території муніципалітету розташовані такі населені пункти: (дані про населення за 2009 рік)
- Ечалар: 518 осіб
- Горосуррета: 27 осіб
- Лакайн-Апесборро: 57 осіб
- Ларрапіль-Сарріку: 49 осіб
- Луррістієдерра: 26 осіб
- Оріскі: 78 осіб
- Урріцокієта: 68 осіб

## Демографія
Динаміка населення (INE ):

## Галерея зображень

Розташування муніципалітету